# Марвила (Сантарен)
Марвила (порт. Marvila) — населённый пункт и район в Португалии, входит в округ Сантарен. Является составной частью муниципалитета Сантарен. Входит в экономико-статистический субрегион Лезирия-ду-Тежу, который входит в Рибатежу. Население составляет 9584 человека на 2001 год. Занимает площадь 14,23 км².